# Сциндапсус расписной
Сциндапсус расписной (лат. Scindapsus pictus) — вид цветковых растений рода Сциндапсус, семейства Ароидные.

## Описание
Сциндапсус расписной, или серебристая лоза, вырастает до 3 м в высоту. Листья матово-зеленые и покрыты серебристыми пятнами. Незначительные цветы редко встречаются в культуре. При минимальной допустимой температуре 15° C, это растение выращивают как комнатное растение в регионах с умеренным климатом, где оно обычно вырастает до 90 см.

## Распространение
Природный ареал: Юго-Восточная Азия: Бангладеш, Ява, Филиппины, Сулавеси, Суматера, Таиланд. Растет в основном во влажных тропических биомах.

## Таксономия
Scindapsus pictus Hassk., Tijdschr. Natuurl. Gesch. Physiol. 9: 164 (1842).

#### Этимология
Scindapsus: древнеримский писатель Клавдий Элиан использует это слово по отношению к индийскому музыкальному инструменту, используемому для укрощения диких слонов (Aelian, 2-3 cc., De Natura Animalium XII.44-46, XVII.18).
pictus: латинский специфический эпитет означает «окрашенный», имея в виду пестроту листьев.

#### Синонимы
Гетеротипные (основанные на разных номенклатурных типах):
- Pothos argenteus W.Bull (1887)
- Pothos argyraeus J.J.Veitch (1859)
- Pothos endresii H.J.Veitch (1875)
- Scindapsus argyraeus (J.J.Veitch) Engl. (1879)
- Scindapsus pictus var. argyraeus (J.J.Veitch) Engl. (1898)
- Scindapsus pictus var. oblongifolius Engl. (1898)
- Scindapsus pothoides Schott in Prodr. (1860), nom. illeg.